# Freiheits- und Gerechtigkeitspartei
Die Freiheits- und Gerechtigkeitspartei (arabisch حزب الحرية والعدالة, DMG Ḥizb al-ḥurrīya wa-l-ʿadāla) war eine islamistische und wirtschaftsliberale politische Partei in Ägypten. Die Partei bezeichnete sich als unabhängig, hatte aber starke Verbindungen zur Muslimbruderschaft, der einflussreichsten und am besten organisierten politischen Gruppe im Land. Sie ist seit Ende 2013 im Zuge der Einstufung der Moslembrüder als Terrororganisation in Ägypten verboten, deren Vermögen und Besitz wurde vom ägyptischen Staat eingezogen.
Die Partei hatte geplant, die absolute Mehrheit der Parlamentssitze in allen Wahlkreisen bei den Parlamentswahlen 2011/2012 zu erringen. Sie erhielt 218 der 508 Sitze in der Volksversammlung und wurde so zur stärksten Partei. Mit Saad al-Katatni stellte sie ab Januar 2012 auch den Parlamentspräsidenten. 
Die Partei und die salafistische Partei des Lichts (zweitstärkste Fraktion) strebten es an, eine gemeinsame Koalition zu bilden. Auch kündigte die Freiheits- und Gerechtigkeitspartei an, dass keines ihrer Mitglieder bei der Präsidentschaftswahl 2012 antreten soll. Dieses Versprechen wurde allerdings gebrochen, indem Chairat el-Schater zum Kandidaten für die Wahl ernannt wurde. Nach dessen Ausschluss aufgrund von Vorstrafen wurde Mohammed Mursi zum Kandidaten der Partei gekürt, der zum neuen ägyptischen Präsidenten gewählt wurde.

## Geschichte
Am 21. Februar 2011 kündigten die Muslimbrüder die Gründung der Freiheits- und Gerechtigkeitspartei an, die nach eigenen Angaben auf den Prinzipien der Scharia beruht und auch für andere Religiöse und Frauen offensteht. Zu den 8.821 Gründungsmitgliedern zählten 978 Frauen und 93 koptische Christen.
Die Partei wurde offiziell am 30. April 2011 gegründet, dabei wurde angekündigt, dass sie für alle Sitze bei der kommenden Parlamentswahl Kandidaten aufstellen wird, um möglichst viele Sitze zu gewinnen. Die ratgebende Versammlung der Muslimbrüder ernannte Mohammed Mursi zum Vorsitzenden der Freiheits- und Gerechtigkeitspartei, Essam el-Erian zum Vizepräsidenten und Saad al-Katatni zum Generalsekretär. Diese drei sind ehemalige Mitglieder des Führungsrats (Maktab al-Irschad) der Muslimbruderschaft, der höchsten Ebene im Machtgefüge der ägyptischen Muslimbruderschaft.
Vor und während der Wahlen bemühten sich Vertreter der Partei, gemäßigt zu erscheinen. Sie wurden stärkste Kraft bei der Parlamentswahl 2011/12 und errangen etwa 40 % der Sitze im Parlament. Der Partei wurde nachgesagt, dass sie vor allem gemäßigten Parteien Stimmen abringen konnte, da keine andere Partei etwas Ähnliches wie das Netzwerk von verpflichteten Unterstützern der Freiheits- und Gerechtigkeitspartei hat. Zusätzlich zur Regierungsübernahme arbeitete die Partei daran, unabhängige Kandidaten zu beeinflussen, um ihre Unterstützung für die Muslimbruderschaft zu gewinnen.

## Politische Ideologie
Bei der Gründung der neuen Partei bekräftigte die Muslimbruderschaft, dass sie zwar nichts dagegen hat, Kopten oder Frauen in Ministerposten (im Kabinett) zu setzen, dass sie jedoch beide als „ungeeignet“ für die Präsidentschaft betrachte. Die Gruppe unterstützte den frei-marktwirtschaftlichen Kapitalismus, allerdings ohne „Manipulation“ oder „Monopole“. So wurden in die Kommission zur Ausarbeitung der ägyptischen Verfassung durch die Muslimbrüder viele wirtschaftsliberale Experten als Mitglieder berufen und mit der Egyptian Business Development Association ein Verband mittelständischer Unternehmen gegründet. Das politische Programm der Partei schließt auch den Tourismus als eine Hauptquelle des nationalen Einkommens mit ein.
Die Freiheits- und Gerechtigkeitspartei wollte festlegen, dass das gesamte Rechts- und Gesetzgebungssystem bedingungslos auf der Scharia, dem islamischen Recht, basiert, und dass versucht wird, dieses System einem weiten Teil der Bevölkerung akzeptabel zu machen. Vizevorsitzender Essam el-Erian sagte, dass die Partei die Einladung zum Islam als wünschenswert anstrebt. Die Mitgliedschaft in der Partei würde daher allen Ägyptern, die die Inhalte des Parteiprogramms akzeptieren, offen sein. Der Parteisprecher sagte, dass, wenn man über die Losung der Revolution spreche – Freiheit, soziale Gerechtigkeit, Gleichheit –, all jenes die Scharia auch beinhalte.